# 蓬莱草蜥
蓬莱草蜥（学名：Takydromus stejnegeri）为蜥蜴科草蜥属的爬行动物，俗名台北草蜥、史丹吉氏草蜥、蛇舅母、狗母索，是台灣的特有物种。分布于台灣本島。该物种的模式产地在台湾台北。

## 分佈
蓬萊草蜥是臺灣的特有種蜥蜴，其廣泛分布在屏東縣楓港溪以北的西部地區以及東北部的宜蘭縣，且海拔不超過1000公尺的地區，另外，在離島的澎湖的主要組成島嶼中，也可以發現蓬萊草蜥個體的蹤跡!此外，蓬萊草蜥比較偏好低海拔的草生地區，因此在高海拔的山區是很難看到牠們的蹤影的。

## 描述
蓬萊草蜥的個體體長最長大約可達6公分，其尾巴最長可達軀幹體長的3倍之多，從外觀來看蓬萊草蜥的體型極為修長，因為蓬萊草蜥的尾巴有維持平衡和纏繞的功用，因此不會出現像壁虎、守宮科的蜥蜴容易自斷尾巴的現象。蓬萊草蜥的幼蜥頭部和背部的體色皆呈褐色，隨著個體年齡的成長，其體側會開始出現黃色或者是黃綠色的體色。而蓬萊草蜥有一個可以從外部觀察到的明顯特徵，就是在體側和體背會有一條延伸的細線，一直由眼睛外部一直延伸到尾巴基部，其腹部呈白色。
另外，雌蜥蜴會將卵產在有遮蔽覆蓋物的地方，像是雜草堆或者是落葉堆，以確保後代的安全。在野外，蓬萊草蜥在日間有陽光的時候喜歡在草叢、灌叢或是在禾本科植物上穿梭活動，到夜間時，則會停在禾本科植物的葉片上，以細長的尾巴纏繞住葉片休息。

## 保护
本种于2023年被收录入《有重要生态、科学、社会价值的陆生野生动物名录》。